# Bartissol
El Bartissol és un aperitiu que pertany a la categoria dels vins dolços naturals i a la denominació controlada Vi de Ribesaltes.

## Descripció
Té un grau de 16% d'alcohol, i es presenta en tres variants: tuilé, ambré i ambré hors d'âge.

## Història
El Bartissol fou elaborat pel diputat Edmond Bartissol en 1904. Ha rebut la denominació d'origen de Ribesaltes després de la Segona Guerra Mundial. Actualment s'encarrega del seu envasament i distribució la societat Ricard.